# 강종순
강종순은 대한민국의 한복 연구가이다. 그녀는 강종순한복연구원의 원장으로 있으면서 한복 홍보에 힘쓰고 있으며 한복에 대한 체계적인 자료 수집 및 홍보를 목표로 활동하고 있다.

## 활동
일본, 중국, 터키, 독일, 프랑스 등 2003년부터 2007년까지 세계 의상 패스티발 패션쇼에 참가해 알린 바 있으며 2005년에는 세계 40개국 대사 부인들과 패션쇼에 참여하는 등 각종 대회 주최 및 심사위원으로 활동하고 있다.

## 작업장
한복연구원은 서울특별시 응암동에 위치하며 그녀의 작업장이자 한복에 대한 자료 수집과 자료 홍보를 위한 공간이다.